# Legal Assistance Centre
Das Legal Assistance Centre (LAC) ist eine Menschenrechtsorganisation in Namibia mit Sitz in der Hauptstadt Windhoek. Es wurde 1988 gegründet und setzt sich seitdem für die Rechte aller Namibier ein. Rechtlich ist das LAC eine Einrichtung des Legal Assistance Trust (LAT).
Schwerpunktgebiete sind die Bildung, Verbreitung von Informationen, Aufklärung sowie der Einsatz in Rechtsfällen von öffentlichem Interesse. Dabei handelt es sich vor allem um Fälle der Gleichberechtigung, Diskriminierung Homosexueller und von nationalen Minderheiten. LAC verfügt über eine umfangreiche Rechtsdatenbank.
Das LAC finanziert sich vor allem durch Spenden internationaler Organisationen wie der Europäischen Union, UNICEF und UNHCR.